# Stocznia Gdańska B-438
Der Typ Stocznia Gdańska B-438 (Gk B-438) war eine Serie von elf baugleichen Stückgut-Schnellfrachtern, die von 1973 bis 1979 auf der Danziger Werft (Lenin-Werft / Stocznia Gdańska) für Reedereien in Polen, Ecuador und Brasilien gebaut wurden. Die 20 bis 21 Knoten schnellen Semicontainerschiffe wurden bis 2002 zum Abbruch in Indien verkauft.

## Geschichte
Die Polskie Linie Oceaniczne (PLO) hatte 1965 ihre ersten vier Containerschiffe gekauft, um frisches Rindfleisch nach England zu transportieren. Zwei Jahre später wurden die ersten Container im Verkehr nach Nordamerika befördert.
Der Entwurf „Gk B-438“ folgte den Schiffen der Typen B-444 und B-434 der Danziger Werft, die zu den ersten Schiffen der Werft für den Containerverkehr zählten. Das Typschiff wurde am 4. Dezember 1972 auf Kiel gelegt, lief am 10. April 1973 vom Stapel und wurde am 25. Oktober desselben Jahres abgeliefert. Namensgebend für die Schiffe waren der „Vater von Gdynia“ Eugeniusz Kwiatkowski, Militärs wie Stanisław Popławski und polnische Kommunisten, die im Zweiten Weltkrieg ums Leben kamen.
Auf sieben Schiffe, die die Polskie Linie Oceaniczne erhielt, folgten mit Isla Santay und Isla Baltra zwei Bauten für Transnave in Ecuador. Die Isla Santay war ursprünglich ein Auftrag der PLO und lief am 12. November 1976 noch als Aleksander Rylke vom Stapel. Die beiden letzten Schiffe des Typs wurden 1979 als Cantuaria und Calandrini an den Lloyd Brasileiro nach Brasilien geliefert. Das Konzept der Semicontainerschiffe erwies sich in den 1970er Jahren für andere Reeder als attraktiv und die Werft lieferte zwischen 1976 und 1978 jeweils drei Schiffe der Typen B-464 und B-469 an südamerikanische Kunden ab.
Die Fahrzeuge im Besitz der Polskie Linie Oceaniczne wurden 1991 nach der politischen Wende umbenannt und erhielten Namen, die mit Ocean begannen. Die Ocean Amelia wurde im Juli 1992 in Eugeniusz Kwiatkowski zurück benannt. Die polnischen Schiffe wurden bis 1998 ausgemustert und in Indien abgebrochen.

## Zwischenfälle
Die Mieczyslaw Kalinowski, das zweite Schiff der Serie, rammte am 19. Dezember 1975 bei Nebel das Frachtschiff Wiedau. Als Folge der Kollision sanken die Wiedau und das Binnenschiff Uwe auf der Unterelbe bei Wittenbergen. Bei der Havarie kam ein Besatzungsmitglied der Wiedau ums Leben. An der Mieczyslaw Kalinowski entstand nur ein geringfügiger Schaden.
Siehe Hauptartikel: Havarie der Uwe
Die Yinka Folawiyo (ex Calandrini) lief am 8. Oktober 1991 bei Las Quebrantas in der Bucht von Santander auf Grund und musste freigeschleppt werden.

## Beschreibung
Die Schnellfrachter vermaßen mit 10.116 BRT sowie 5640 NRT und hatten eine Tragfähigkeit von 11.680 tdw. Sie waren jeweils mit einem Schiffsdieselmotor 6RD90 von Cegielski in Lizenz der Sulzer AG ausgestattet. Die Fahrzeuge hatten einen Wulstbug, ein Bugstrahlruder und zum Ladegeschirr gehörte ein 60-Tonnen-Stülcken-Schwergutbaum hinter der zweiten Ladeluke. Je nach Baunummer wurden unterschiedliche Kapazitäten für den Containertransport angegeben. Diese liegen zwischen 214 und 357 TEU, die meist als Deckslast befördert wurden.

## Die Schiffe
| Stocznia Gdańska – Gk B-438                       | Stocznia Gdańska – Gk B-438 | Stocznia Gdańska – Gk B-438 | Stocznia Gdańska – Gk B-438 | Stocznia Gdańska – Gk B-438                                                                                         | Stocznia Gdańska – Gk B-438 |
| Bauname                                           | Bauwerft/ Baunummer         | IMO-Nummer                  | Ablieferung                 | Umbenennungen und Verbleib                                                                                          |                             |
| ------------------------------------------------- | --------------------------- | --------------------------- | --------------------------- | --- | --------------------------- |
| Franciszek Zubrzycki                              | Stocznia Gdańska            | 7323786                     | 1973                        | 1991 nach Ägypten verkauft: Eco Sherief, 1994 Agyad und in Alang abgebrochen                                        |                             |
| Mieczyslaw Kalinowski                             | Stocznia Gdańska 651        | 7333432                     | 1973                        | 1991 Ocean Regina, 1992 Ocean Trader, 1997 zum Abbruch nach Alang verkauft                                          |                             |
| Bronisław Lachowicz                               | Stocznia Gdańska            | 7362378                     | 1974                        | 1991 nach Singapur verkauft: Fong Soon, Oktober 1991 United Fung, 1998 abgebrochen                                  |                             |
| Generał Stanisław Popławski                       | Stocznia Gdańska            | 7362380                     | 1974                        | 1992 in Mumbai abgebrochen                                                                                          |                             |
| Roman Paziński                                    | Stocznia Gdańska            | 7384120                     | 1975                        | 1991 Ocean Diana, 1993 nach Ägypten verkauft, ? abgebrochen                                                         |                             |
| Eugeniusz Kwiatkowski                             | Stocznia Gdańska            | 7384132                     | 1975                        | 1991 Ocean Amelia, Juli 1992 Eugeniusz Kwiatkowski, 1998 nach Alang zum Abbruch                                     |                             |
| Tadeusz Ocioszyński                               | Stocznia Gdańska            | 7521352                     | 1976                        | 1991 Ocean Barbara, 1998 zum Abbruch nach Alang verkauft                                                            |                             |
| Isla Santay                                       | Stocznia Gdańska 746        | 7531981                     | 1977                        | (Stapellauf noch als Aleksander Rylke) 1993 Lapis Ray, 1995 Andronikos P, 1997 Teluk Mas, 1998 in Alang abgebrochen |                             |
| Isla Baltra                                       | Stocznia Gdańska            | 7637838                     | 1978                        | 1992 Topaz Ray, 1993 Esperanza, 1994 Topaz Ray, 1995 Constantinos D, 1999 Alex, 2000 Alma I, ? abgebrochen          |                             |
| Cantuaria                                         | Stocznia Gdańska            | 7806685                     | 1979                        | 1989 Norsul Pacifico, 1990 Paci, 1993 Cleo D, 1997 Milly, 1998 Kelly, 2000 Smart, bis 2002 abgebrochen              |                             |
| Calandrini                                        | Stocznia Gdańska            | 7806697                     | 1979                        | 1989 Yinka Folawiyo, ? abgebrochen                                                                                  |                             |
| Daten: Polskie Linie Oceaniczne, shipspotting.com |                             |                             |                             | |                             |